# Dyai
Dyai (Dyoi) – u Indian Tukuna, mąż Tul (bóstwo) demiurg, który stworzył człowieka, sztuki, prawa i zwyczaje.